# Spezialschule mathematisch-naturwissenschaftlich-technischer Richtung
Die Spezialschulen mathematisch-naturwissenschaftlich-technischer Richtung waren im Schulsystem der Deutschen Demokratischen Republik (DDR) Spezialschulen zur Förderung von besonders begabten Schülern auf den Gebieten Mathematik, Naturwissenschaften und Technik, die als einheitlicher Schultyp ab 1985/1986 aus verschiedenen Spezialschulen mit mathematischer, mathematisch-naturwissenschaftlicher oder technischer Ausrichtung hervorgingen.

## Geschichte

### 1960er Jahre: Gründung von Spezialklassen an fünf Hochschulen
Mitte der 1960er Jahre waren in der DDR Spezialklassen an fünf Hochschulen eingerichtet worden, die nur Absolventen der Klasse 10 aufnahmen und im Verantwortungsbereich des Staatssekretariats (und späteren Ministeriums) für Hoch- und Fachschulwesen lagen.

### 1960er Jahre: Gründung erster Erweiterter Spezialoberschulen (ESOS) und Spezialklassen an EOS
Daneben entstanden etwa zur gleichen Zeit – teils auf Eigeninitiative von Lehrern – auch einige Spezialschulen (ESOS), so beispielsweise in Berlin, Dresden, Frankfurt (Oder), Jena, Riesa, Erfurt und Kleinmachnow. Diese Spezialschulen waren Erweiterte Oberschulen (EOS), die mit der neunten (später der siebenten) Klassenstufe begannen. Sie waren meist als Internatsschulen konzipiert, da sie Schüler aus einem größeren Umfeld (meist dem Bezirk) aufnahmen. Zur Zulassung waren neben den Zeugnisnoten auch Aufnahmeprüfungen und -gespräche oder erfolgreiche Teilnahmen an Mathematikolympiaden und ähnlichen Leistungsvergleichen entscheidend.
Die Schüler an diesen Schulen erhielten erweiterten Unterricht in mathematisch-naturwissenschaftlich-technischen Fächern mit Zusatzlehrplänen und erhöhten Stundenzahlen. Die Schulen hatten im Vergleich zu den allgemeinbildenden Polytechnischen Oberschulen (POS) und den Erweiterten Oberschulen (EOS) ohne fachspezifische Förderung häufig eine bessere technische und personelle Ausstattung. Ferner war die Klassengröße mit ca. 20 Schüler etwas kleiner. Der Unterricht in den Naturwissenschaften und Fremdsprachen fand teilweise sogar in Halbgruppen (10–12 Schüler) statt, was intensive und kreative Lösungsmöglichkeiten der Schüler zuließ. Der Abschluss erfolgte nach der zwölften Klasse mit dem Abitur. Die Schulen unterschieden sich hinsichtlich ihrer Profilierung. So gab es in Dresden beispielsweise eine Spezialschule mit elektrotechnischer Ausrichtung, bei der neben dem Abitur der Facharbeiterabschluss als Funkmechaniker erworben wurde. Manche Schulen wie zum Beispiel die Goetheschule in Ilmenau enthielten nur einzelne speziell ausgerichtete Klassen, sogenannte „S-Klassen“.

### 1980er Jahre: Gründung der Spezialschulen mathematisch-naturwissenschaftlich-technischer Richtung
Aufgrund eines Beschlusses des Volksbildungsministeriums von 1979 kam es dann ab 1981 – vor allem aber ab Mitte der 1980er Jahre – zur Vereinheitlichung der verschiedenen Spezialschulen und noch bis 1989 zur Gründung neuer Spezialschulen mathematisch-naturwissenschaftlich-technischer Richtung. Die Umstrukturierung brachte einheitliche weitergehende Lehrpläne und einheitliche Prüfungsaufgaben zum Abitur mit sich. Anfang der 1990er wurden alle inzwischen existierenden 14 Spezialschulen zu Gymnasien mit entsprechender Spezialisierung im Bereich der Mathematik und Naturwissenschaften umgewandelt. (Parallel dazu mussten die fünf Spezialklassen an den Hochschulen 1991/1992 schließen, da es im Zuge der Angleichung an das westdeutsche Bildungssystem kein Äquivalent dazu gab. Deren Schüler wechselten in der Regel an die neuen Gymnasien mit Spezialisierung.)

## Die einzelnen Schulen
Zur Zeit der politischen Wende gab es in der DDR 14 solcher Schulen. Im Grunde gab es in jedem der vierzehn Bezirke der DDR plus Berlin jeweils eine solche Spezialschule, meist in den Hauptstädten der Bezirke. Ausnahmen:
- In den Bezirken Schwerin und Neubrandenburg gab es keine Spezialschule.
- Im Bezirk Dresden gab es mit Riesa und Dresden zwei Spezialschulen (die in Dresden hatte kein Internat).
- In drei Bezirken befand sich die Spezialschule jeweils nicht in der Bezirkshauptstadt:
  - im Bezirk Suhl lag sie in Ilmenau,
  - im Bezirk Gera lag sie in Jena und
  - im Bezirk Potsdam lag sie in Kleinmachnow.

Alle ehemaligen Spezialschulen bestehen weiterhin b als Gymnasien mit entsprechendem Schwerpunkt im Bereich der Mathematik und Naturwissenschaften. Die folgende Tabelle führt diese auf, geordnet nach Bundesland, von Nord nach Süd (in den vier fett hervorgehobenen Städten gab es parallel zu den Spezialschulen noch Spezialklassen an Hochschulen):
| Bezirk                  | Stadt            | Gründung a       | Schulname damals                                                      | mit Internat | Schulname heute                                | mit Internat heute b | Bundesland             |
| ----------------------- | ---------------- | ---------------- | --------------------------------------------------------------------- | ------------ | ---------------------------------------------- | -------------------- | ---------------------- |
| Bezirk Rostock          | Rostock          | 1986             | Spezialschule mathematisch-naturwissenschaftlich-technischer Richtung | ✓            | CJD Christophorusschule                        | ✓                    | Mecklenburg-Vorpommern |
| Bezirk Magdeburg        | Magdeburg        | 1988             | zwei Spezialklassen an der EOS „Otto von Guericke“                    | ?            | Werner-von-Siemens-Gymnasium                   | ✓                    | Sachsen-Anhalt         |
| Bezirk Halle            | Halle (Saale)    | 1988 (1964)      | Spezialschule „Ernst Hausmann“                                        | ✓            | Georg-Cantor-Gymnasium                         | ✓                    | Sachsen-Anhalt         |
| Bezirk Berlin           | Berlin           | 1985 (1961)      | Spezialschule „Heinrich Hertz“                                        | —            | Heinrich-Hertz-Gymnasium                       | —                    | Berlin                 |
| Bezirk Potsdam          | Kleinmachnow     | 1981 (1963)      | EOS „Georg Thiele“ (ab 1963 bereits: Erweiterte Spezialoberschule)    | ✓            | Weinberg-Gymnasium                             | —                    | Brandenburg            |
| Bezirk Frankfurt (Oder) | Frankfurt (Oder) | 1981 (1964)      | Gauß-Schule                                                           | ✓            | Gauß-Gymnasium                                 | ✓                    | Brandenburg            |
| Bezirk Cottbus          | Cottbus          | 1989             | Spezialschule „Max Steenbeck“                                         | ✓            | Max-Steenbeck-Gymnasium                        | ✓                    | Brandenburg            |
| Bezirk Erfurt           | Erfurt           | 1986             | Spezialschule                                                         | ✓            | Albert-Schweitzer-Gymnasium – Spezialschulteil | ✓                    | Thüringen              |
| Bezirk Suhl             | Ilmenau          | 1981 (1963)      | Goetheschule                                                          | ✓            | Goetheschule                                   | ✓                    | Thüringen              |
| Bezirk Gera             | Jena             | o. J. (1963)     | Spezialschule „Carl Zeiss“                                            | ✓            | Carl-Zeiss-Gymnasium                           | ✓                    | Thüringen              |
| Bezirk Dresden          | Dresden          | 1986             | Spezialschule „Martin Andersen Nexö“                                  | —            | Martin-Andersen-Nexö-Gymnasium                 | —                    | Sachsen                |
| Bezirk Dresden          | Riesa            | 1986 (1963/1965) | Spezialschule „Friedrich Engels“                                      | ✓            | Werner-Heisenberg-Gymnasium                    | —                    | Sachsen                |
| Bezirk Karl-Marx-Stadt  | Karl-Marx-Stadt  | 1985             | Spezialschule „Hans Beimler“                                          | ✓            | Johannes-Kepler-Gymnasium                      | ✓                    | Sachsen                |
| Bezirk Leipzig          | Leipzig          | 1985             | zwei Spezialklassen an der EOS „Humboldt“                             | —            | Wilhelm-Ostwald-Gymnasium                      | —                    | Sachsen                |